# Strongoli
Strongoli é uma comuna italiana da região da Calábria, província de Crotone, com cerca de 6.090 habitantes. Estende-se por uma área de 85 km², tendo uma densidade populacional de 72 hab/km². Faz fronteira com Casabona, Crotone, Melissa, Rocca di Neto.
Era conhecida como Petélia no período romano.

## Demografia
| Variação demográfica do município entre 1861 e 2011                               |
|                                                                                   |
| Fonte: Istituto Nazionale di Statistica (ISTAT) - Elaboração gráfica da Wikipedia |